# Synagoge (Varaždin)

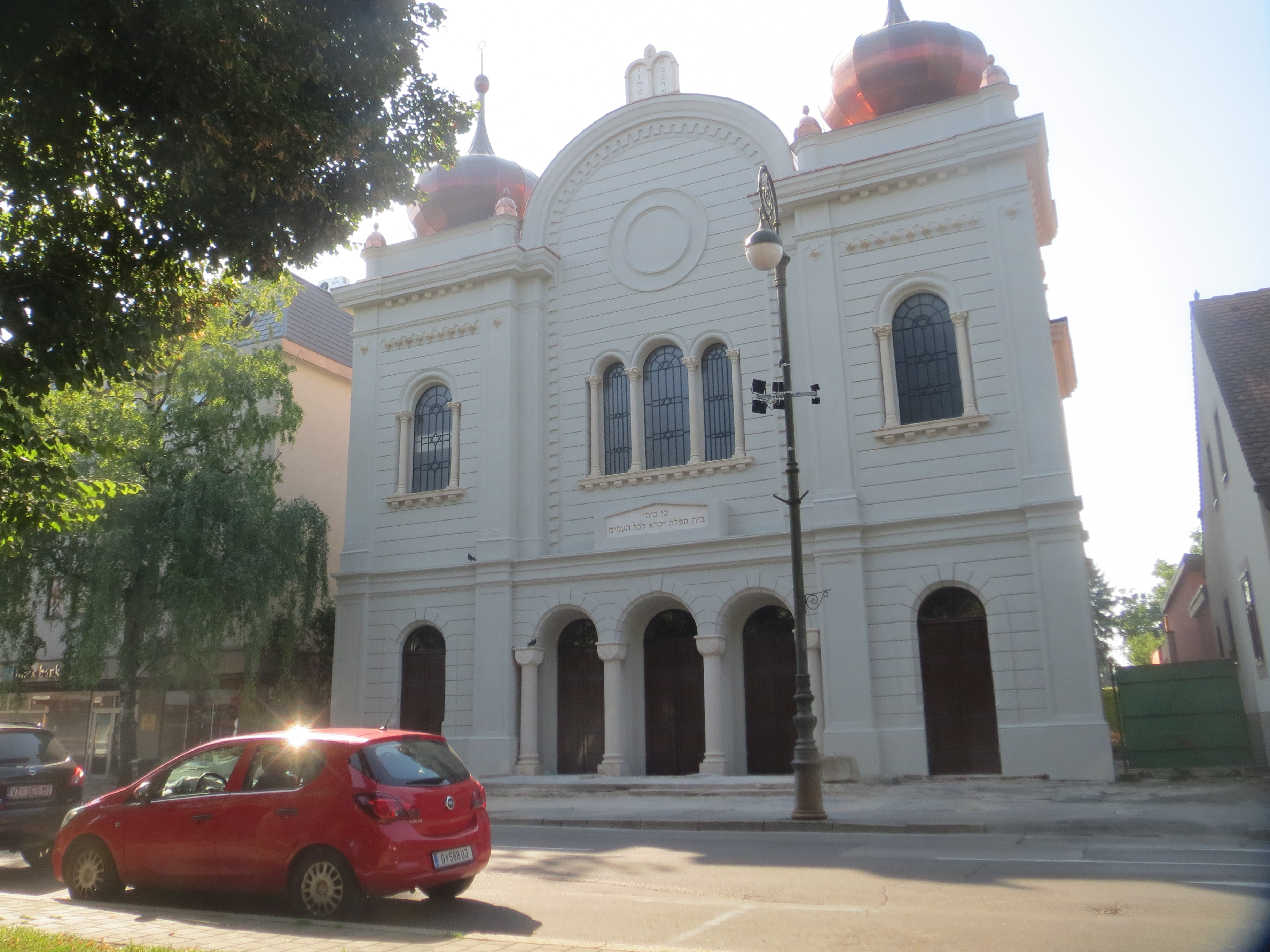
Ehemalige Synagoge (2021)

Die Synagoge in Varaždin, einer Stadt im Nordosten Kroatiens, wurde in der zweiten Hälfte des 19. Jahrhunderts gebaut. Sie wurde seit 2020 restauriert.

## Geschichte und Beschreibung
Die 1861/62 erbaute Synagoge wurde 1941 beschädigt; 1946 fanden Ausbesserungen statt. Das Gebäude wurde 1969 zu einem Kino umgebaut. Dabei wurde die Frontfassade umfangreich verändert, indem die zentralen Rundbogenfenster mit darüber angebrachter Fensterrosette durch einfache Glasbausteine ersetzt wurden. Auch die Zwiebelhauben der Ecktürme wurden abgerissen.
Später stand das Gebäude leer und war in einem schlechten Zustand. Ab 2020 wurde es aber restauriert und der ursprüngliche Zustand der Fassade wieder hergestellt. Es soll als lokales Kulturzentrum genutzt werden.
Die für Synagogen relativ häufig verwendete hebräische Inschrift über dem Portal lautet in deutscher Übersetzung „Denn mein Haus wird genannt werden ein Haus des Gebets für alle Völker“ (Jes. 56,7 b).